# Streptopus
Streptopus é um género botânico pertencente à família Liliaceae.
Este género é constituido por 7 espécies.

## Espécies
- Streptopus amplexifolius (Linnaeus) de Candolle Ilustração
- Streptopus lanceolatus (Aiton) Reveal
- Streptopus streptopoides (Ledebour) Frye & Rigg

1. ↑  «Streptopus — World Flora Online». www.worldfloraonline.org. Consultado em 19 de agosto de 2020